# The Weather Girls
The Weather Girls američki je ženski glazbeni sastav osnovan 1976. godine. Izvornu postavu činile su Martha Wash i Izora Rhodes-Armstead koje su tada nastupale kao prateći vokali američkog pjevača Sylvestera i to pod imenom "Two Tons Of Fun". Njihov najpoznatiji singl je "It’s Raining Men" objavljen 1982. godine, nakon čijeg su snimanja promijenile ime u "The Weather Girls".

## Članovi sastava
| - Dynelle Rhodes – vokal (1991.–) - Dorrey Lin Lyles – vokal (2012.–) | - Martha Wash – vokal (1976.–1988.) - Izora Armstead – vokal (1976.-1988., 1991.–2004.) - Ingrid Arthur – vokal (2006.–2012.) |

## Diskografija
- Two Tons o' Fun (1980.)
- Backatcha (1980.)
- Success (1983.)
- Big Girls Don't Cry (1985.)
- Weather Girls (1988.)
- Double Tons of Fun (1993.)
- Think Big! (1995.)
- Puttin' on the Hits (1999.)
- Totally Wild (2005.)
- The Woman I Am (2009.)
- Carry On: The Deluxe Collection 1982–1992 (2023.)